# Афентофт
Афентофт (нім. Aventoft) — громада в Німеччині, розташована в землі Шлезвіг-Гольштейн. Входить до складу району Північна Фризія. Складова частина об'єднання громад Зюдтондерн.
Площа — 14,47 км2. Населення становить 420 ос. (станом на 31 грудня 2020).

## Назва
- Афентофт (нім. Aventoft; півн.-фриз. Oowentoft; дан. Aventoft) — сучасна назва.

## Географія
Розташований на дансько-німецькому кордоні, чинному від 1920 року.